# Таязурині
Таязурині (Neomorphinae) — підродина зозулеподібних птахів родини зозулевих (Cuculidae). Включає 11 видів у 5 родах. Поширені в Америці.

## Характеристика
Ведуть наземний спосіб життя, лише Dromococcyx і Tapera є деревними. Це також єдині паразитичні зозулі в Америці, а решта будують власні гнізда.

## Роди
- Neococcyx (викопний: олігоцен у Північній Америці)
- Тахете (Tapera) — 1 вид;
- Таязура-клинохвіст (Dromococcyx) — 2 види;
- Руда таязура (Morococcyx) — 1 вид;
- Таязура-подорожник (Geococcyx) — 2 види;
- Таязура (Neomorphus) — 5 видів.